# 강세황 유묵
강세황 유묵은 대한민국 경상남도 밀양시에 있는 유묵이다. 2017년 12월 4일 경상남도의 유형문화재 제622호로 지정되었다.

## 지정 사유
유묵은 진주에 세거하는 진주강씨 은열공파의 후손으로 임진왜란 때 공을 세운 강덕룡의 부친에 관한 시를 담고 있기에 경상남도와 관련된 유묵이라고 할 수 있으며, 보물 1680호 <<표암유채첩豹菴遺彩帖>>(경기도박물관 소장>과 함께 강세황의 가장 말년의 작품이라는 상당한 가치를 갖는 문화재이다.

## 같이 보기
- 강세황

## 참고 문헌
- 강세황 유묵 - 국가유산청 국가유산포털